# Lili Elbe

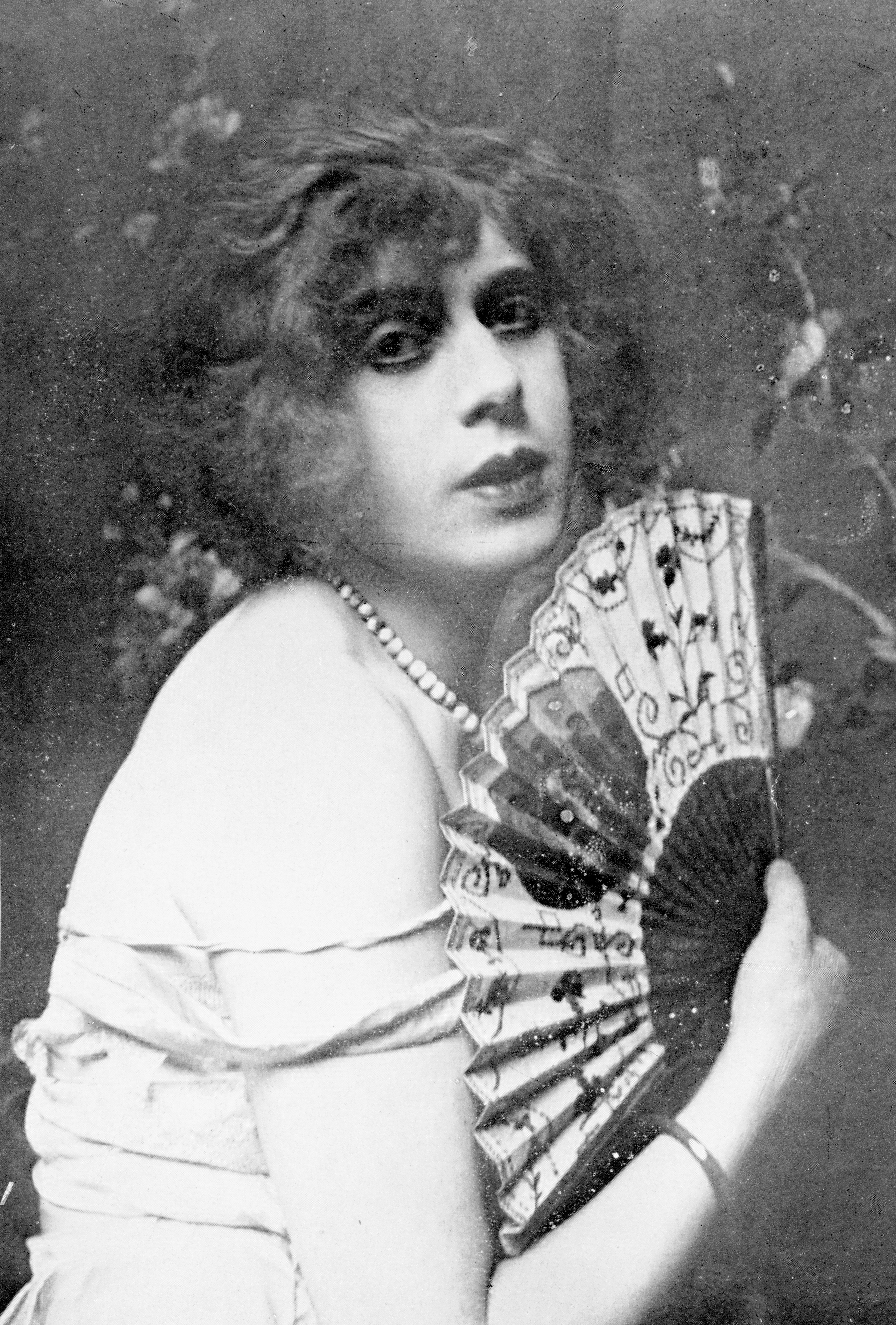
Lili Elbe, 1926

Lili Elbe (dänisch auch: Lili Ilse Elvenes, * 28. Dezember 1882 in Vejle, Dänemark als Einar Mogens Andreas Wegener; † 12. September 1931 in Dresden, Deutschland) war der dänischer Maler Einar Wegener und Transgender-Pionierin.
Sie gehörte zusammen mit Dora Richter zu den ersten Personen, die sich 1930/31 in Deutschland geschlechtsangleichenden Operationen unterzogen. Es wird immer wieder spekuliert, ob Lili Elbe intergeschlechtlich war.

## Leben

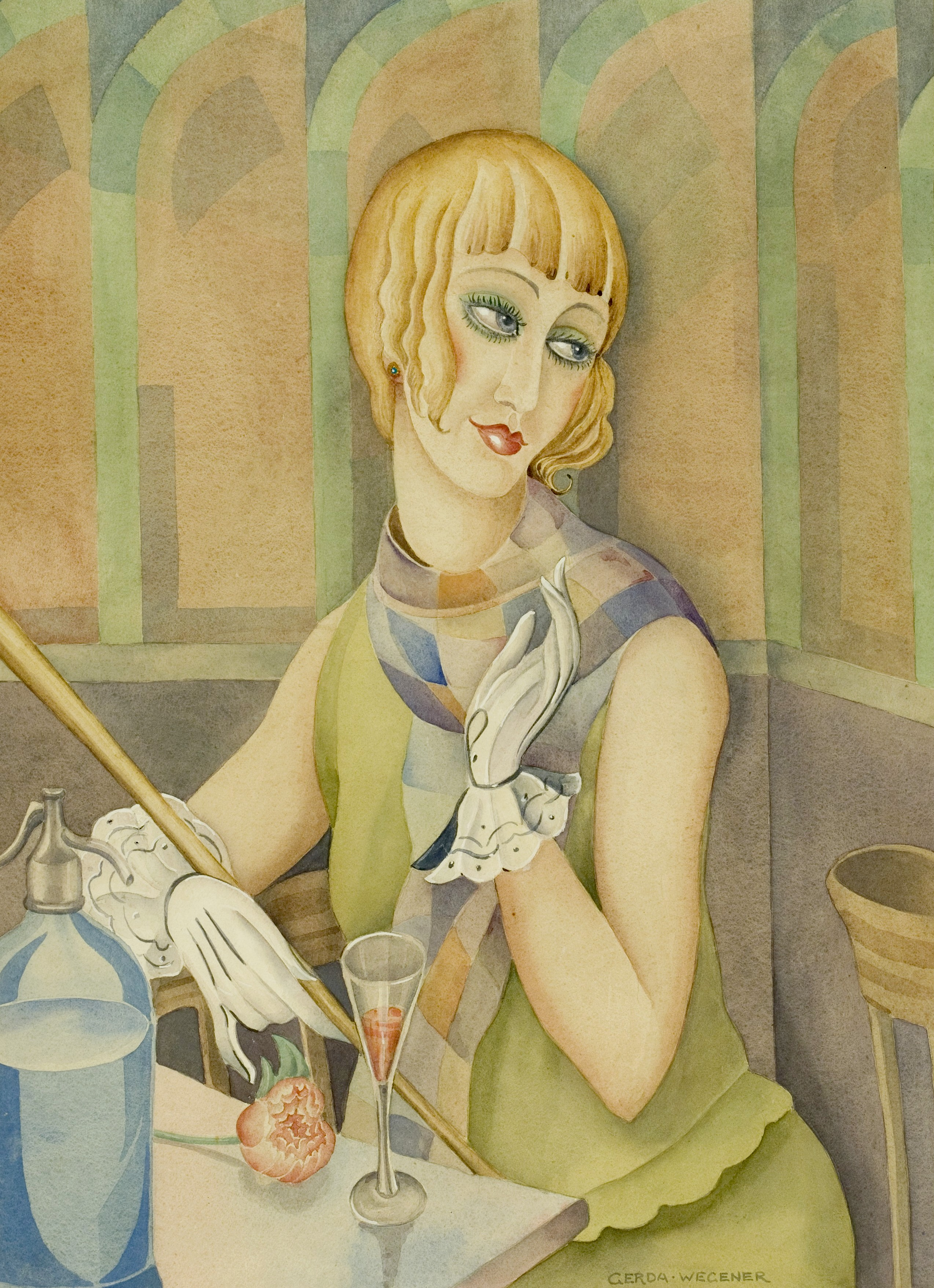
Gerda Wegener: Lili Elbe, ca. 1928

Lili Elbe, geboren und aufgewachsen als Einar Wegener, studierte an der Königlich Dänischen Kunstakademie, lernte dort die Kommilitonin Gerda Gottlieb kennen und heiratete sie 1904. Als Einar Wegener (später als Lili Elbe gab sie die Malerei auf) spezialisierte er/sie sich auf Landschafts- und Architekturmalerei, während Gottlieb sich für Illustration und Modegrafik entschied. Um ihren Wirkungskreis zu erweitern, zogen sie 1912 nach Paris.
Etwa 1913 wurde bekannt, dass das Modell für Gerdas modische Figurinen ein phänotypischer Mann war, der sich Lili Elbe nannte. Nur die engsten Freunde wussten, dass Lili Elbe identisch mit Einar Wegener war; Fremden stellte Gerda Wegener Lili als Schwester ihres Mannes vor. 1930 beschloss Lili Elbe, die körperliche Anpassung an das gefühlte Geschlecht endgültig zu vollziehen. Im Februar 1930 begab sie sich auf Rat von Kurt Warnekros nach Berlin ins Institut für Sexualwissenschaft von/zu Magnus Hirschfeld, wonach am 5. März 1930 die erste geschlechtsangleichende Operation in einer Praxis in Berlin erfolgte, welche die Voraussetzung für die Aufnahme in der Dresdener Frauenklinik war. Dort bekam sie im April ihre erste Operation unter Kurt Warnekros, die sie in ihrem Buch als Geburtstag von Lili bezeichnet. Am 26. Mai 1930 führte Kurt Warnekros eine zweite (Lilis dritte) Operation durch.
Als Folge der geschlechtsangleichenden Operationen erhielt Lili Elbe Papiere auf ihren neuen Namen und wurde die Ehe mit Gerda vom dänischen König annulliert.
Einige Monate nach der vierten Operation vom 17. Juni 1931, bei der es sich vermutlich um eine Uterustransplantation handelte, kam es, wahrscheinlich auf Grund von Transplantatabstoßung, zu Komplikationen, an denen Lili Elbe verstarb. Allerdings sehen zeitgenössische Presseberichte keinen Zusammenhang mit einer weiteren Operation oder lassen es offen und erwähnen die gerichtliche Anordnung einer Obduktion:

„Der Tod der Malerin soll nicht direkt mit der Operation in Zusammenhang stehen, denn Lilli (sic!) Elbe konnte seinerzeit aus der staatlichen Frauenklinik als geheilt entlassen werden.“

„Nun erfährt man, daß sie vor einiger Zeit wieder von Schmerzen gequält wurde. Sie fuhr nach Dresden zu dem Professor. Hier verbrachte sie einen vollen Monat. Vor einigen Tagen ist sie plötzlich gestorben. Das Dresdner Gericht hat die Oeffnung der Leiche verordnet. Die Gerichtsmediziner sollen […] beantworten: War die Operation unmittelbar an dem Tod schuld?“

Magnus Hirschfeld nennt im Fachartikel von 1935 Krebs als Todesursache, die Bundesstiftung Magnus Hirschfeld zudem „Herzlähmung“ („heart paralysis“), möglicherweise als Folge der letzten Operation.
Lili Elbe verstarb am 12. September 1931 in der Frauenklinik und wurde am 15. September 1931 auf dem Trinitatisfriedhof in Dresden-Johannstadt im Feld IIC beigesetzt.

## Erinnerung

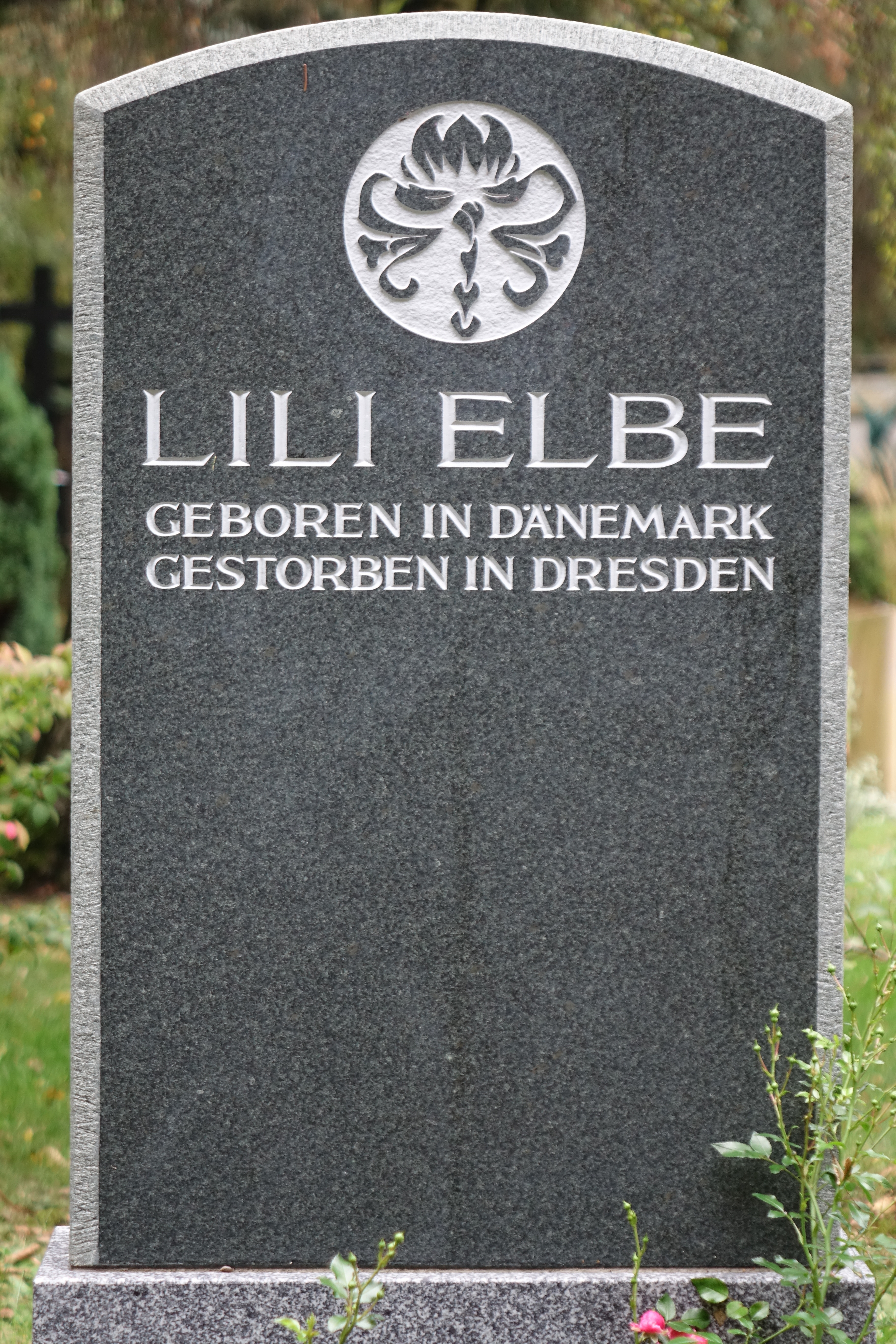
Neuer Grabstein 2016

Das in den 1960er-Jahren eingeebnete Grab Lili Elbes wurde 2016 wiederhergestellt. Der neue Grabstein wurde von Focus Features, der Produktionsfirma des Films The Danish Girl, finanziert.
2022 wurde Elbe am 28. Dezember, ihrem 140. Geburtstag, mit einem Doodle auf der Google-Suchseite geehrt.
In Dresden, ganz in der Nähe ihrer Ruhestätte und unweit der damaligen Frauenklinik, wurde eine Straße nach Lili Elbe benannt.

## LebensberichtFra mand til kvinde
Lili Elbes Lebensbericht Fra mand til kvinde (Vom Mann zur Frau) erschien 1931 zuerst in dänischer Sprache, 1932 in deutscher Sprache Lili Elbe - Ein Mensch wechselt sein Geschlecht - Eine Lebensbeichte - Aus hinterlassenen Dokumenten herausgegeben von Niels Hoyer im Carl Reissner Verlag, Dresden, beide basierend auf dem German typescript erhalten als Kurt Warnekros Kopie im Lili Elbe Digital Archive. Die englische Übersetzung Man into Woman: An Authentic Record of a Change of Sex der deutschen Auflage wurde 1933 in London (Jarrolds) bzw. New York (E.P. Dutton) veröffentlicht, beide mit einer Einführung des britischen Sexualwissenschaftlers Norman Haire aber mit unterschiedlichen Abbildungen und Bildunterschriften.
1953 wurde eine zweite ungekürzte Ausgabe in New York veröffentlicht, zuletzt wurde die Ausgabe 2004 aufgelegt. In deutscher Sprache erschien das Buch von Niels Hoyer (das ist Ernst Harthern) 1954 in der BRD, im Tauchnitz-Verlag unter dem Titel Wandlung – eine Lebensbeichte.
2020 erschien unter dem Titel Man Into Woman: A Comparative Scholarly Edition eine von Pamela L. Caughie und Sabine Meyer herausgegebene wissenschaftliche Neuausgabe mit einem Variantenapparat der vier bis dahin in drei Sprachen veröffentlichten Ausgaben sowie einer Einleitung und ergänzenden wissenschaftlichen Aufsätzen bei Bloomsbury. Parallel zu dieser Ausgabe wurde das Lili Elbe Digital Archive eingerichtet, eine der Biografie Lili Elbes gewidmete Website mit Materialien und Digitalisaten der verschiedenen Ausgaben der Autobiografie.

## Rezeption
Der Schriftsteller Niels Hoyer schrieb in der von ihm herausgegebenen Autobiografie Lili Elbes, dass sie sowohl mit männlichen als auch mit weiblichen Organen geboren worden sei. So soll/will Warnekros beim ersten Zusammentreffen in Paris durch Abtasten Ovarien erspürt haben und in einer späteren Operation in Dresden welke Ovarien gefunden haben (als er ihr die Ovarien einer knapp 27-Jährigen einpflanzte, um sie nicht nur zur richtigen Frau zu machen, sondern auch, um sie zu verjüngen), wohingegen Magnus Hirschfeld in einen französischen Fachartikel von 1935 sagt (grob übersetzt), dass Lili Elbe bei ihm in Berlin nicht die geringste Spur von somatischem Hermaphroditismus oder gar von ausgeprägter Androgynität zeigte bzw. dass seine (Warnekros) Behauptung, dass bei der Operationen (durch Warnekros) Überreste von Eierstöcken gefunden wurden, können wir kaum bestätigen.
Gute und nachvollziehbare Gründe für die absichtliche Falsch-Behauptung der Intergeschlechtlichkeit, nämlich Erleichterung der rechtlichen und biologischen Umwandlung, liefert die Webseite:
Für Jan Morris war das Lili Elbe Buch, welches sie in einer Buchhandlung in Ludlow entdeckte, „die erste Bestätigung dafür, dass es auf der Welt noch andere Menschen gab, die sich in genau derselben Lage befanden wie ich“.
David Ebershoff schrieb 2000 einen Roman über Lili Elbe und Gerda Wegener (im Buch als amerikanische Malerin Greta Waud) mit dem Titel Das dänische Mädchen (Originaltitel The Danish Girl). Er wurde in ein Dutzend Sprachen übersetzt und war ein internationaler Bestseller.
Die gleichnamige Verfilmung durch Tom Hooper wurde am 5. September 2015 auf den Internationalen Filmfestspielen von Venedig uraufgeführt. Eddie Redmayne spielt darin die Rolle der Lili und Alicia Vikander die der Gerda. Im Rahmen der Oscarverleihung 2016 wurde Redmayne für diese Rolle als Bester Hauptdarsteller nominiert, und Vikander wurde als Beste Nebendarstellerin ausgezeichnet.
Im November 2013 wurde in Berlin das Lili Elbe Archive als „unabhängiger Ort zur Überlieferung der eigenen Geschichte nicht-normativer Geschlechtlichkeiten“ gegründet; getragen von einem gleichnamigen Verein. 2022 wurde das Archiv wieder geschlossen.
Am 22. Oktober 2023 fand am Theater St. Gallen die Uraufführung der englischsprachigen Oper Lili Elbe (Musik: Tobias Picker, Libretto: Aryeh Lev Stollman) statt.

## Schriften
- Fra Mand til Kvinde: Lili Elbes Bekendelser. Hage & Clausen, Kopenhagen 1931, OCLC 463443491.
- Ein Mensch wechselt sein Geschlecht. Eine Lebensbeichte. Aus hinterlassenen Papieren herausgegeben von Niels Hoyer. Carl Reissner Verlag, Dresden 1932 (Textarchiv – Internet Archive – „Dieser deutschen Ausgabe ging eine dänische Ausgabe voraus, erschienen [1931] in Kopenhagen-Dänemark“).
- Niels Hoyer (Hrsg.): Man Into Woman: The First Sex Change, a Portrait of Lili Elbe : The True and Remarkable Transformation of the Painter Einar Wegener. Dutton, New York 1933 (Übersetzung aus dem Deutschen von H. J. Stenning). 2. Auflage, Popular Library, New York 1953. Neuausgabe: Blue Boat Books, London 2004, ISBN 0-9547072-0-6 (archive.org – Leseprobe). E-Book: Canelo Digital Publishing, Beakonsfield 2015, ISBN 978-1-910859-26-1.
- Niels Hoyer (Hrsg.): Wandlung – Eine Lebensbeichte. Tauchnitz, Stuttgart 1954. (Leicht gekürzte Neuausgabe von Ein Mensch wechselt sein Geschlecht: Eine Lebensbeichte von 1932)
- Melanie Kunze: Lili Elbe (1882–1931). Einar muss sterben. Zwischen Schuldgefühlen und Euphorie. In: Eva-Maria Bast, Elena de F. Oliveira, Melanie Kunze (Hrsg.): Dresdner Frauen: Historische Lebensbilder aus der Stadt an der Elbe. Bast Medien, Überlingen 2018, ISBN 978-3-946581-59-8, S. 40–49.
- Pamela L. Caughie und Sabine Meyer (Hrsg.): Man Into Woman: A Comparative Scholarly Edition. Modernist Archives Series. Bloomsbury 2020, ISBN 978-1-350-02149-5.

## Belletristische Darstellung
- David Ebershoff: The Danish Girl. Weidenfeld & Nicolson, London 2000. Deutsch als: Das dänische Mädchen. Goldmann, München 2000, ISBN 978-3-442-30843-9.